# Paavo Ahava
Paavo Ahava, född Pavel Afanasjev 17 december 1872 i Kalevala, död 31 december 1944 i Helsingfors, var en karelsk affärsman och kulturpersonlighet. Han var en av de mest uppmärksammade aktivisterna inom karelsk nationalism i början av 1900-talet. Ahava var också förespråkare av Östkarelens anslutande till Finland och deltog på de vitas sida i finska inbördeskriget. Han var far till militären Iivo Ahava.

## Biografi

### Tidiga år
Ahava var son till handelsmannen Simana Afanasjev och Hoto Pällijev. I familjen föddes sju barn och båda föräldrarna var ortodoxa. Han gifte sig med Paraskeva Tihanov (1873–1927), med vilken han fick barnen Iivo (1896–1919), Paavo (1898–1966), Veera (1899–1981), Simo (1906–1942), Nikke (1910–1955) och Viena (1918-1992). 1930 gifte han sig med Jenni Katariina Kallentytär Wendelin.
Ahava flyttade till Finland 1883 och fick 1887 arbete som butiksbiträde i Turtola utanför Övertorneå. Han fick sedan anställning i Ylivieska. Arbetaren G. A. Kutvonen från Viborg fick av guvernören tillstånd att bilda en affärsrörelse i Kuusamo kyrkby och chef för den blev Ahava. Detta skedde i och för sig innan generalguvernör Nikolaj Bobrikov den 2 juli 1899 gav tillstånd åt ryskfödda att grunda affärer i Finland. Också Ahavas bror Feodor Afanasjev satt i ledningen för rörelsen. Rörelsen växte snabbt och Ahava blev Kuusamos mest framgångsrike affärsman. Han arbetade också en tid vid kyrkan i Kuusamo. 1910 omsatte Ahavas rörelse 196 200 mark och sålde mestadels socker, kaffe, te, kakao och läderprodukter. Efter några år kom rörelsen till Uleåborg och sedan över gränsen till Karelen. I mars 1914 förstördes affären av en brand och Ahava fortsatte sin rörelse i hembyn Uhtua (idag Kalevala). Under första världskriget dalade inkomsterna och det innestående kapitalet översteg knappt 100 000 mark. I Uhtua fanns det ingen affär förrän Ahava uppförde sin affärsrörelse där och eftersom det bara fanns två affärer i Kuusamo innan Ahavas tid var hans affär också Kuusamos tredje äldsta. Från Kuusamo såldes Ahavas produkter till flera orter i Archangelsk.
Redan som ung fascinerades Ahava av den karelska kulturen och läste som 13-åring August Vilhelm Ervastis bok Muistelmia matkalta Wenäjän Karjalassa kesällä 1879. Han fick ett stort intresse för böcker och skapade en egen samling. Därför lät han i Uhtua öppna det första biblioteket våren 1899. Under 1900-talets första år blev Ahava en central person inom den karelska kulturella och nationalistiska rörelsen. 1905–1906 organiserade han kulturmöten i Uhtua och Vuokkiniemi och 1906 var han värd för ett möte som Vitkarelarnas förbund höll i Vasa. Ahava upptogs i förbundet och hörde tillsammans med Aleksei Mitro, Albin Manner och Iivo Härkönen till dess ledande personligheter. 1907 utgav han en karelsk ABC-bok och sedan 1908 organiserade han kurser för vitkarelare vid Kuusamo folkhögskola. Ahava satt också i redaktionen för tidningarna Karjalaiset Pakinat och Toukomiestä. Den senare grundades 1925 och heter idag Karjalan Heimo. Våren 1917 reste Ahava mellan byarna i Vitkarelen och organiserade kulturmöten i egenskap av representant för Karjalan Sivistysseura (Karelens bildningssällskap). Samma år framlade han tillsammans med Iivo Härkönen ett förslag till en autonom karelsk republik. Det förslaget betraktas som Östkarelens första konstitution.

### Finska inbördeskriget och frändefolkskrigen
Vid tiden för finska inbördeskriget, våren 1918, arbetade Ahava för Östkarelens anslutande till Finland och gjorde flera resor runtom i provinsen där han propagerade för detta. Även hans son Paavo drev samma linje och stred för Finlands sak i varje expedition under frändefolkskrigen 1918–1922. Hans andre son Iivo däremot ville ha ett självständigt Karelen och arbetade emot provinsens anslutande till Finland. Under finska inbördeskriget förde Iivo befäl över röda gardet och kom därför att strida på motsatt sida som sin far och bror under kriget i Karelen. För övrigt tillhörde Ahavas dotter Veera de vita och arbetade under kriget med läkemedel för de vita. Under inbördeskriget tillfångatogs Ahava av de röda, men lyckades fly till Kuusamo.
Efter kriget upptogs Ahava i Östkarelens provisoriska regering, i vilken han var verksam inom försörjningsfrågor. Det arbetet upphörde 1920 i samband med att Karelens anslutande till Finland övergavs i och med freden i Dorpat. Ahava fortsatte vara aktiv i ledningen för Karjalan Sivistysseura fram till 1930. Ahava är begravd på Malms begravningsplats i Helsingfors.